# Hockey Club Asiago 2007-2008
Questa pagina contiene i dati relativi alla stagione hockeystica 2007-2008 della società di hockey su ghiaccio HC Asiago.

## Campionato
- Piazzamento: 9º e ultimo posto in serie A1.

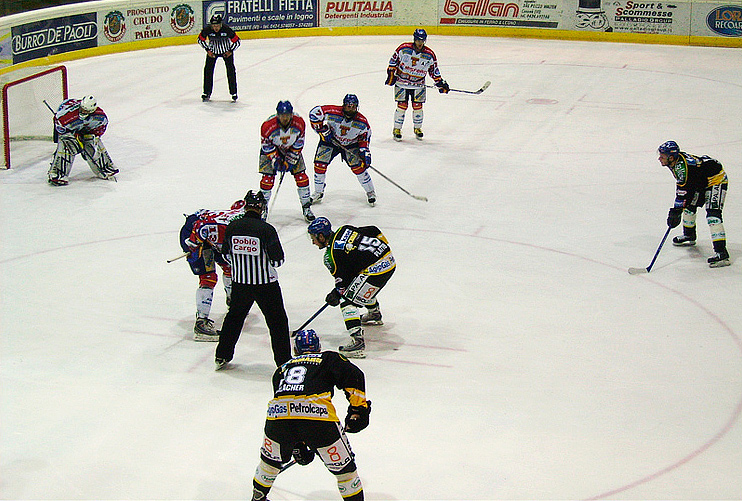
Incontro fra HC Asiago e Hockey Club Pustertal-Val Pusteria del 26/12/2007.

## Roster

### Portieri
- Nicola Lobbia
- Gianfilippo Pavone
- Daniel Bellissimo

### Difensori
- Vittorio Basso
- Cliff Loya
- Nick Plastino
- Trevor Johnson
- Marco Rossi
- Fabio Testa
- Matt De Marchi

### Attaccanti
- John Parco
- Nicola Tessari
- Matteo Tessari
- Damian Surma
- Luca Roffo
- Lucio Topatigh
- Frank Defrenza
- Gianluca Strazzabosco
- Federico Benetti
- Chris Stanley
- Andrea Rodeghiero
- Filippo Busa
- Dave Borrelli

### Allenatore
James Camazzola